# Třída Essex
Třída Essex byla třída letadlových lodí Námořnictva Spojených států. V letech 1942–1950 bylo do služby zařazeno 24 jednotek této třídy, která je tak nejrozsáhlejší třídou tohoto typu plavidel v celosvětové historii. Lodě byly projektovány jako jádra operačních svazů rychlých letadlových lodí – hlavní úderné síly amerického námořnictva.
Z původně objednaných 32 kusů plavidel třídy Essex bylo šest zrušeno ještě před počátkem stavby a další dva kusy (Reprisal a Iwo Jima) v různém stádiu rozpracovanosti. Celkem 14 letadlových lodí třídy Essex aktivně zasáhlo do bojů druhé světové války, ostatní byly dokončeny až po ní. Jako poslední byla v roce 1950 dokončena Oriskany.
Na počátku studené války byla třída Essex společně s následující třídou Midway jádrem sil amerického námořnictva. Další kvalitativní skok pak přinesly až velké letadlové lodě, USS Forrestal počínaje, které začaly vstupovat do služby v průběhu 50. let.

## Stručná charakteristika

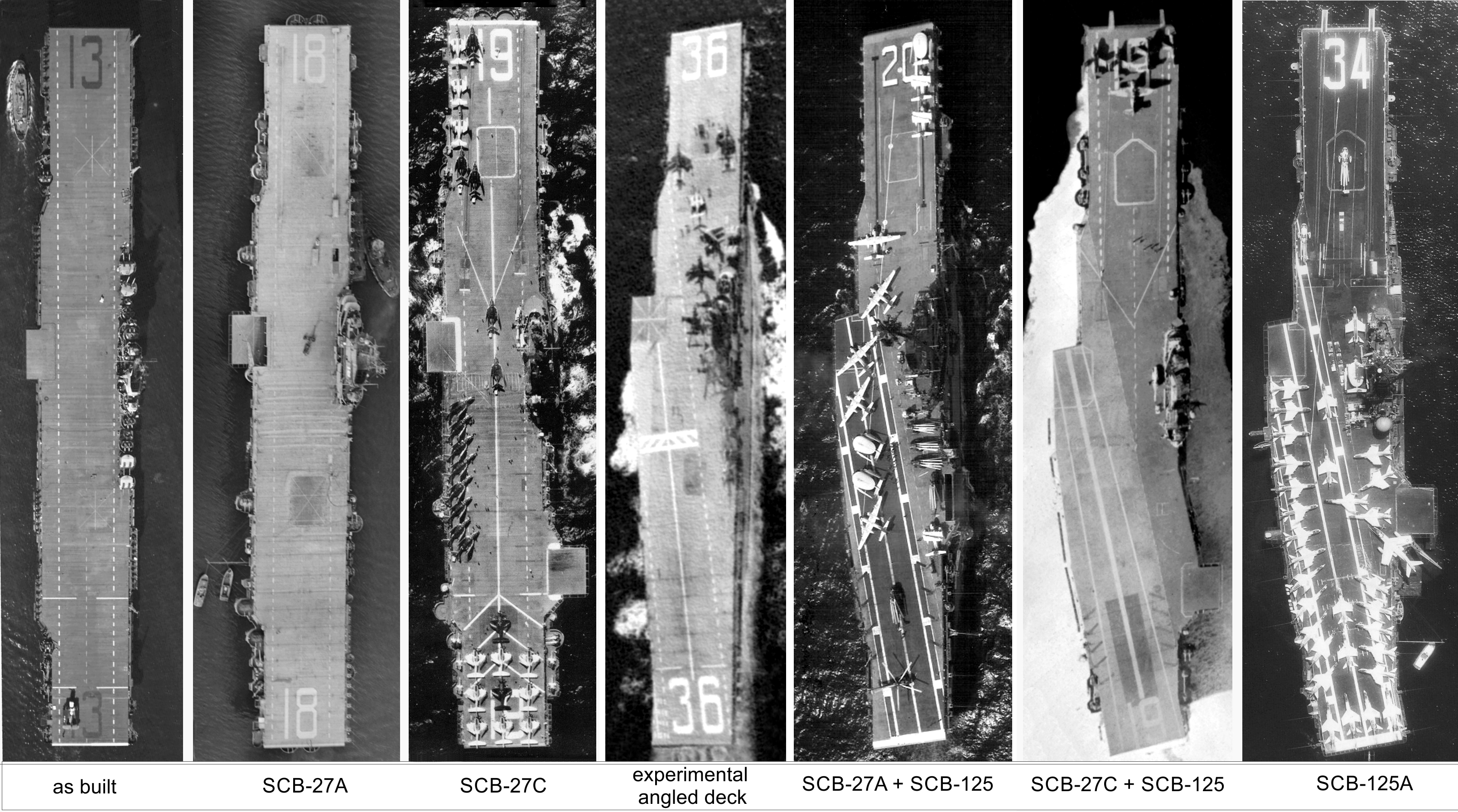
Postupná modernizace třídy Essex mezi lety 1944 a 1960 (pohledu shora)

Konstrukcí třídy Essex v mnohém vycházela z předchozí třídy Yorktown. Třída Essex ovšem byla projektována bez omezení daných Washingtonskou konferencí a počítalo se u ní také se značně vyšším počtem nesených letadel. V porovnání s Yorktownem byla loď typu USS Essex o více než 18 metrů delší, o tři metry širší a měla také o třetinu větší výtlak. Letová paluba byla rozměrnější a výtahy umístěné na jejím okraji umožnily zefektivnit letový provoz a tedy i bojovou kapacitu lodi. Pohonný systém byl stejně jako pancéřování značně vylepšen a i protiletadlová výzbroj byla výrazně zesílena. Všechna tato zlepšení byla jedním z faktorů, díky kterým nebyla žádná loď této třídy ztracena během válečných operací a i dvě za války těžce poškozené lodi (USS Franklin a USS Bunker Hill) se zpět do přístavu dostaly vlastní silou.
Třída měla tři subvarianty. První (standardní) a druhá varianta (s prodlouženým trupem) se od sebe příliš nelišily. Třetí variantu představovala pouze osamocená Oriskany, dokončená již ve standardu modernizačního programu SCB-27A.

## Vývoj a konstrukce

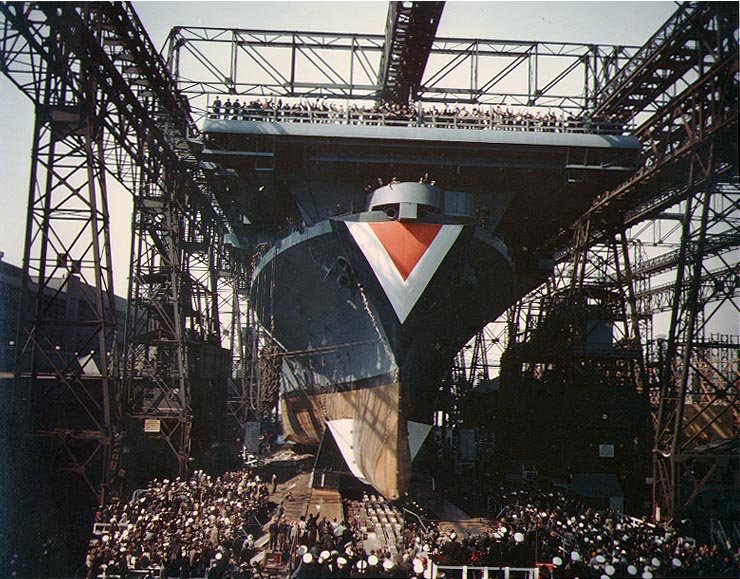
USS Bon Homme Richard při spuštění na vodu (1944)

Když Japonsko odstoupilo od smluv omezujících námořní zbrojení, rozhodlo se námořnictvo USA reagovat zvýšením své síly. Americký Kongres proto 17. května 1938 rozhodnutím the Naval Expansion Act souhlasil se zvýšením tonáže amerických letadlových lodí na 40 000 tun, což umožnilo stavbu letadlových lodí USS Hornet a USS Essex, jež se stala první lodí celé nové třídy. Kýl Essexu byl založen 28. dubna 1941, 31. července 1942 byl trup lodi spuštěn na vodu a 31. prosince 1942 byla loď dokončena a zařazena do služby.
Dne 9. září 1940 byla objednána stavba dalších osmi lodí, z nichž některé po svém dokončení dostaly jména na počátku války ztracených lodí. Jednalo se o USS Hornet, Franklin, USS Ticonderoga, USS Randolph, USS Lexington, Bunker Hill, USS Wasp a USS Hancock. Poslední dvě lodě z původně zamýšlené jedenáctikusové série byly objednány 15. prosince 1941, byly to USS Bennington a USS Boxer. Z této první série lodí patřily Ticonderoga, Randolph, Hancock a Boxer do podskupiny lodí s o 6 metrů prodlouženým trupem, jejich delší příď nesla silnější protileteckou výzbroj. Kromě CV-31 a CV-34 už měly prodloužený trup všechny další postavené lodě této třídy. Po první sérii bylo postupně objednáno ještě 19 dalších lodí.

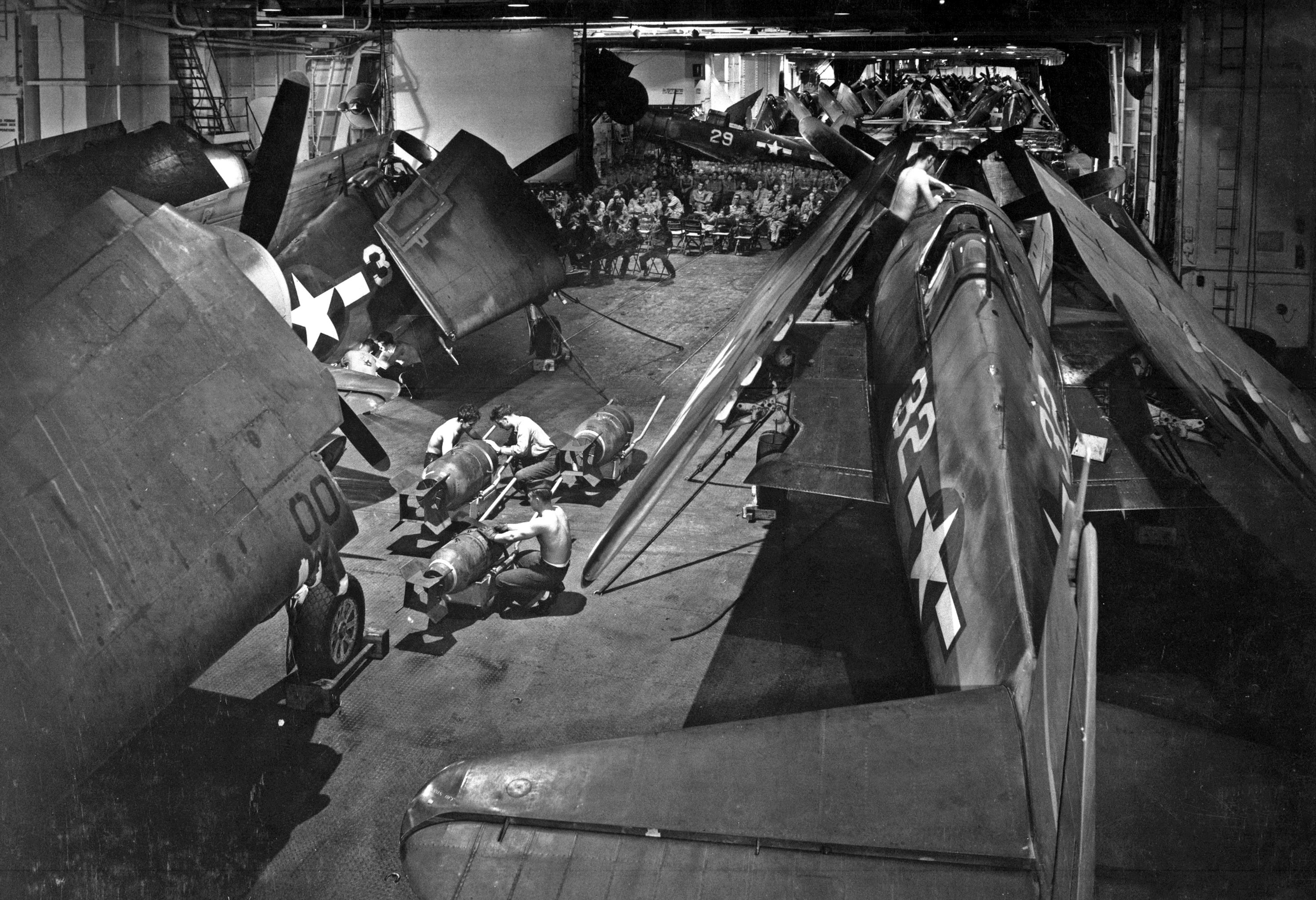
Zbrojíři připravují dvě 500kg a jednu 250kg bombu mezi stíhacími Hellcaty na hangárové palubě letadlové lodi USS Yorktown na konci roku 1943. V pozadí další členové posádky sledují promítání filmu.

Lodě třídy Essex za druhé světové války obvykle nesly 36 stíhacích letounů, 36 střemhlavých bombardérů a 18 torpédových bombardérů. Hlavním stíhacím letounem byl typ Grumman F6F Hellcat, který měl nad japonským typem Micubiši A6M Zero výraznou převahu. Měl výrazně výkonnější motor, vyšší stoupavost i rychlost a byl vyzbrojen šesti kulomety M2 Browning ráže 12,7 mm. Základním bombardovacím letounem byl Curtiss SB2C Helldiver a torpédové bombardéry byly typu Grumman TBF Avenger. Několik plavidel třídy Essex neslo squadrony stíhacích bombardérů Vought F4U Corsair, které se však během války na americké letadlové lodi neprosadily a proslavily se především u jednotek námořní pěchoty.
Základní hlavňová výzbroj se skládala z 12 kanónů ráže 127 mm (osm bylo ve čtyřech dvoudělových věžích a čtyři samostatně), 32 kusů 40mm kanónů a 46 kusů 20mm kanónů. Během války se však skladba výzbroje měnila a protiletadlová výzbroj byla posilována. Dělové věže byly umístěny na pravé straně po dvou před a za velitelským ostrovem. Kanóny ráže 127 mm měly dostřel 18 km, kadenci 15 ran za minutu a obvykle střílely speciální protiletadlovou munici. Kanóny ráže 40 mm nahradily málo účinné 28mm kanóny použité u lodí starších tříd letadlových lodí.
Pohon zajišťovala čtyři turbínová ústrojí firmy Westinghouse a osm kotlů White Forster. Výkon pohonného systému byl 110 MW. Loď měla čtyři šrouby. Boční pancíř měl sílu až 100 mm, pancéřová paluba měla sílu 37 mm a hangárová paluba 65 mm.

## Poválečné modernizace
Koncem 40. let byly do služby na letadlových lodí zařazovány stále větší a těžší palubní letouny, což kladlo větší požadavky i na jejich nosiče. Od roku 1946 se proto rozběhl program modernizace jednotlivých lodí této třídy.

### SCB-27A

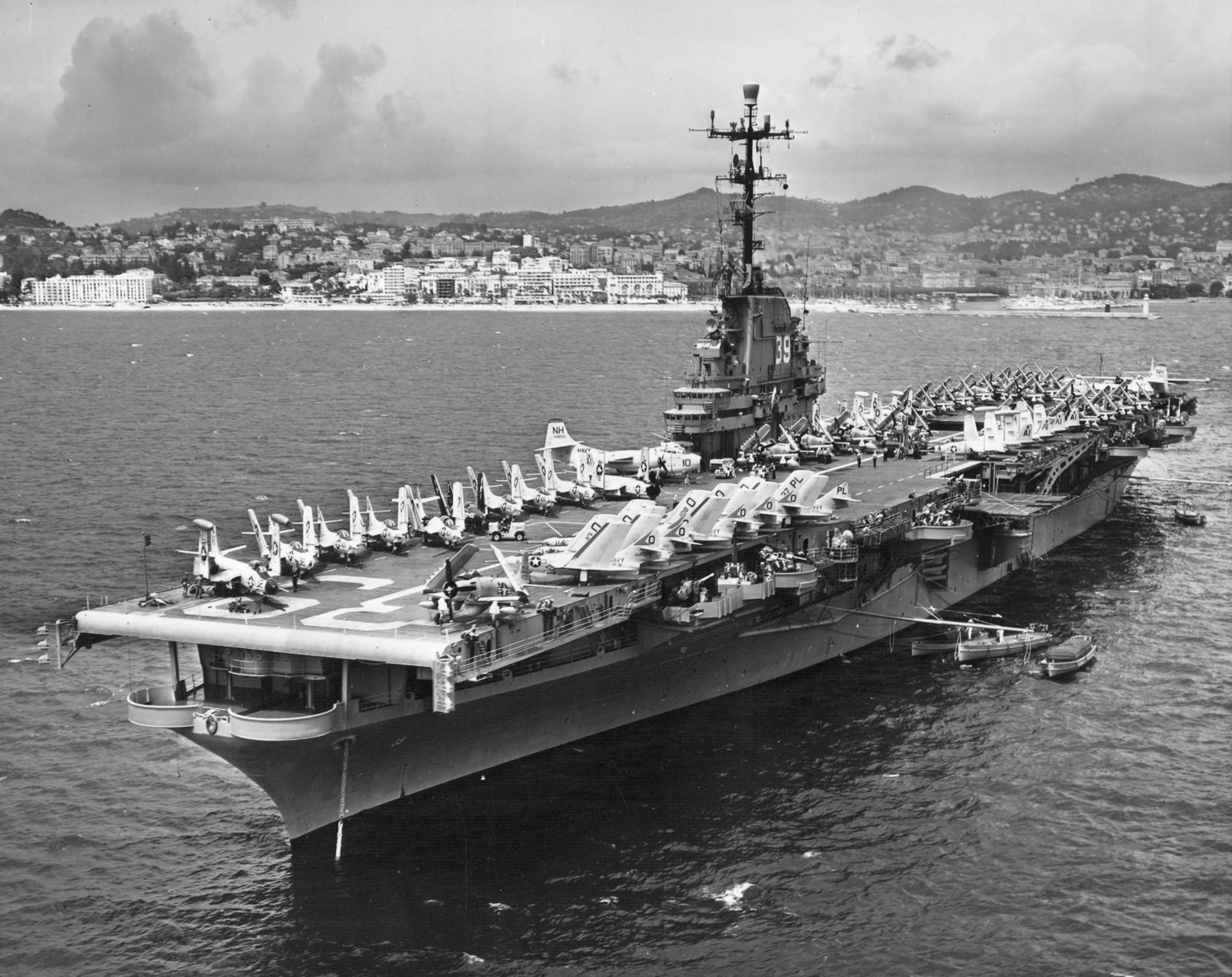
Letadlová loď Lake Champlaine po přestavbě SCB-27A

Tento modernizační program znamenal montáž hydraulických katapultů typu H-8, zesílení letové paluby, zlepšení ochrany hangárů proti požáru a střepinám (protistřepinové sítě, protipožární rolety), byly zvětšeny výtahy, zvětšen výkon generátorů a zvětšena zásoba pohonných hmot pro palubní letouny. Byl použit nový radar a u lodí, určených pro protiponorkové úkoly, byl namontován sonar SQS-23. Z lodí byly odmontovány původní dvouhlavňové věže s kanóny ráže 127 mm. Výzbroj se změnila na osm jednohlavňových kanónů ráže 127 mm, doplněných 28 kanóny ráže 76 mm ve 14 postaveních. Menší ráže byly vyřazeny.
Jako první byl upraven Essex, následovaly lodě Wasp, Bennington, Lake Champlaine, Yorktown, Hornet, Randolph, Hancock a Kearserge. Oriskany byla jako jediná dostavěna již v této verzi. Přestavby probíhaly v letech 1948–1954. Kromě Lake Champlaine byly všechny lodě později znovu modernizovány.

### SCB-27C

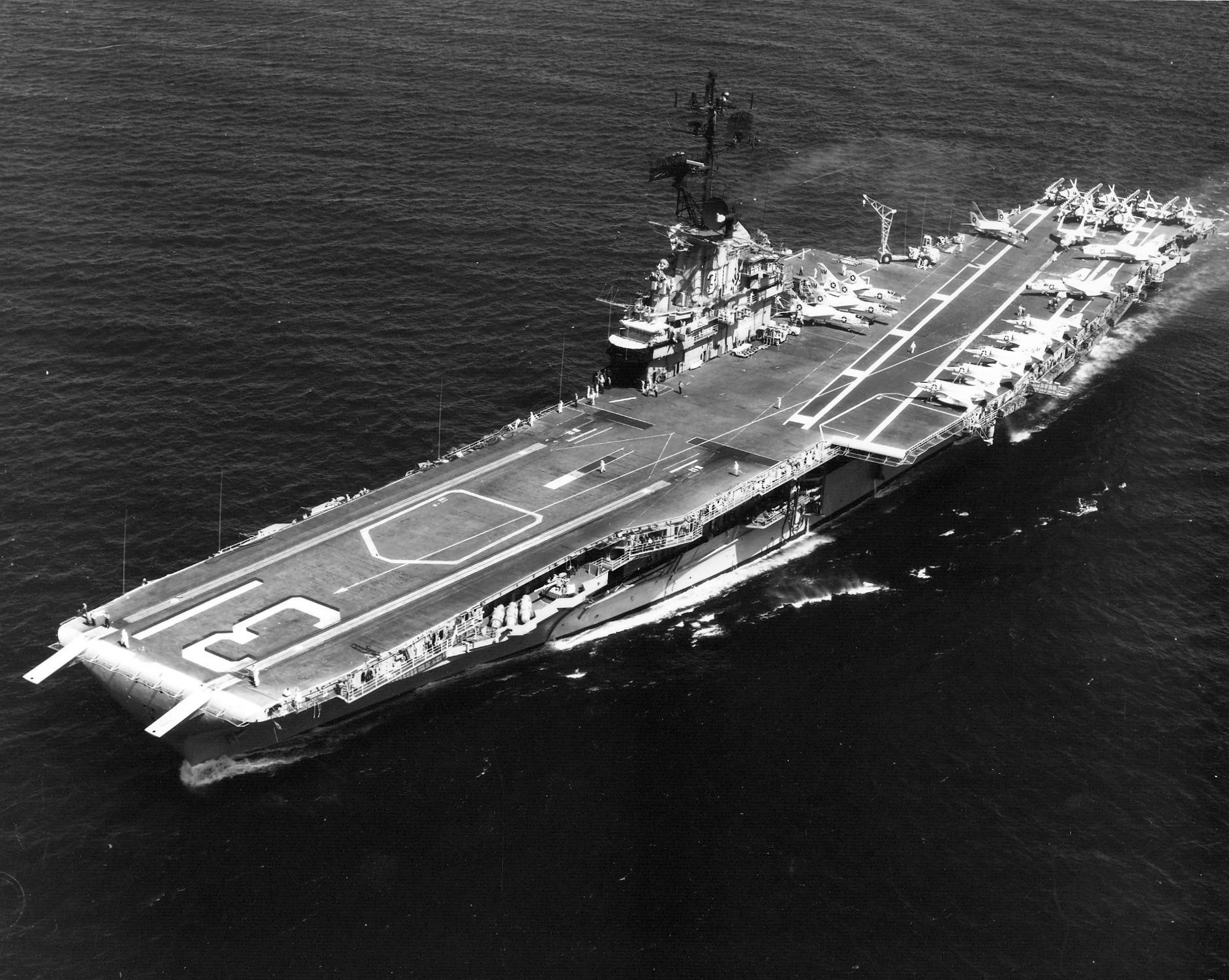
Úhlová paluba lodi Bon Homme Richard po modernizaci SCB-27C

Program SCB-27A byl úspěšný, ale přesto byly připravovány další modernizace, které by lodě přiblížily parametrům moderních těžkých letadlových lodí. I po této modernizaci však nebyly lodě například schopny nést větší stíhací letouny, než byl typ Vought F-8 Crusader. Místo nerealizované přestavby SCB-27B se přistoupilo k projektu SCB-27C. Tři plavidla (Hancock, Intrepid, Ticodendroga) dostala mezi lety 1951 a 1953 v rámci modernizace SCB-27C výkonnější parní katapulty typu C-11 (získané z Velké Británie) a zlepšenou protistřepinovou a protipožární ochranu.
Druhá skupina přestavby SCB-27C, označená jako SCB-125, změnila vzhled daleko výrazněji a to především díky použití úhlové letové paluby. Změněn byl také ostrov, modernizovány elektronické systémy, byla zesílena letová paluba a otevřené prostory na bocích trupu byly uzavřeny, což mělo zlepšit odolnost lodi vůči klimatickým vlivům. Změnilo se také rozmístění výtahů a složení elektronických systémů, zvětšeny byly i zásoby pohonných hmot. Počet 76mm kanónů byl snížen na 10, kanóny ráže 127 mm byly obvykle čtyři či osm. V letech 1954–1959 byly přestavěny lodě Essex, Yorktown, Hornet, Randolph, Lexington, Wasp, Bennington, Bon Homme Richard, Kearserge, Shangri-La, Oriskany, Intrepid, Hancock a Ticodendroga.

### SCB-144
Sedm lodí (Essex, Yorktown, Intrepid, Randolph, Wasp, Bennington a Kearserge) bylo počátkem 60. let převedeno do kategorie protiponorkových letadlových lodí a v letech 1962–1965 modernizováno podle projektu SCB-144 v rámci rozsáhlého modernizačního programu amerického námořnictva FRAM II. Lodě dostaly nový sonar SQS-23 a modernizované bojové informační středisko. Z jejich palub operovaly především protiponorkové letouny Grumman S-2 Tracker a vrtulníky.

## Operační nasazení

### Druhá světová válka
Do bojů druhé světové války se zapojilo 14 lodí třídy Essex a to Essex, Yorktown, Intrepid, Hornet, Franklin, Ticonderoga, Randolph, Lexington, Bunker Hill, Wasp, Hancock, Bennington, Bon Home Richard a Shangri-La. Během války nebyla žádná z nich ztracena, Franklin a Bunker Hill byly těžce poškozeny, avšak opraveny.

### Vesmírný program

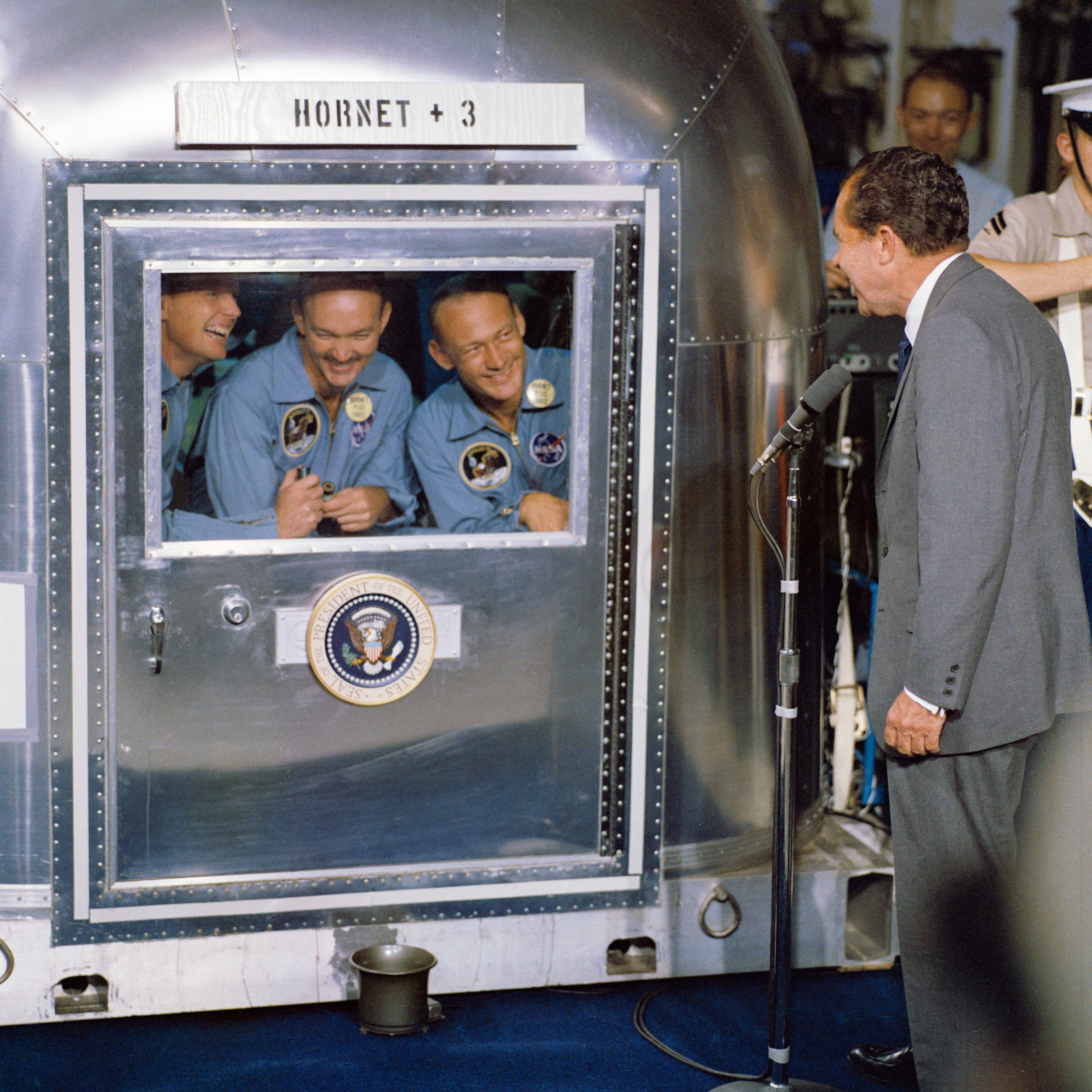
Posádka kosmické lodi Apollo 11 po přistání v karanténě na palubě letadlové lodi Hornet

Několik plavidel třídy Essex se v letech 1966–1973 podílelo na programu Apollo.
- Boxer dne 26. února 1966 vyzvedl z mořské hladiny řídící modul z mise AS-201, prvního letu rakety Saturn IB, jenž poprvé automaticky vynesla velitelský a servisní modul Apolla.
- U suborbitálního zkušebního letu AS-202 rakety Saturn IB s velitelským modulem, neoficiálně zvaného Apollo 3, asistovala v srpnu roku 1966 letadlová loď Hornet. Velitelský modul, vylovený z moře během této mise, se dodnes nachází na palubě USS Hornet, jenž byl přeměněn na plovoucí muzeum.
- Velitelský modul mise Apollo 4, jenž poprvé vynesla nová raketa Saturn V, vylovila 9. listopadu 1967 letadlová loď Bennington.
- Astronauti vůbec první úspěšné pilotované mise Apollo 7 byli 22. října 1968 po 11 dnech strávených na orbitě vyloveni lodí Essex.
- Posádka mise Apollo 8, jež poprvé v historii obletěla Měsíc, byla po přistání 27. prosince 1968 vylovena lodí Yorktown.
- Princeton v květnu 1969 vylovila posádku mise Apollo 10.
- Hornet poté vylovila posádky prvních dvou pilotovaných misí, které přistály na Měsíci. V červenci 1969 to bylo Apollo 11 a v listopadu 1969 Apollo 12. Místa, kde se posádka Apolla 11 poprvé dotkla paluby Hornetu, jsou na lodi, zachované jako plovoucím muzeum, dodnes vyznačena.
- Mise Apollo 13, Apollo 14 a Apollo 15 byly vyzvednuty výsadkovými loděmi, zatímco posádky posledních misí Apollo 16 a Apollo 17 z moře vylovila letadlová loď Ticonderoga. Stalo se tak v srpnu a prosinci roku 1972.
- Ticonderoga se v červnu 1973 podílela na vylovení posádky mise Skylab 2, první osádky první americké orbitální stanice Skylab.

### Vyřazování

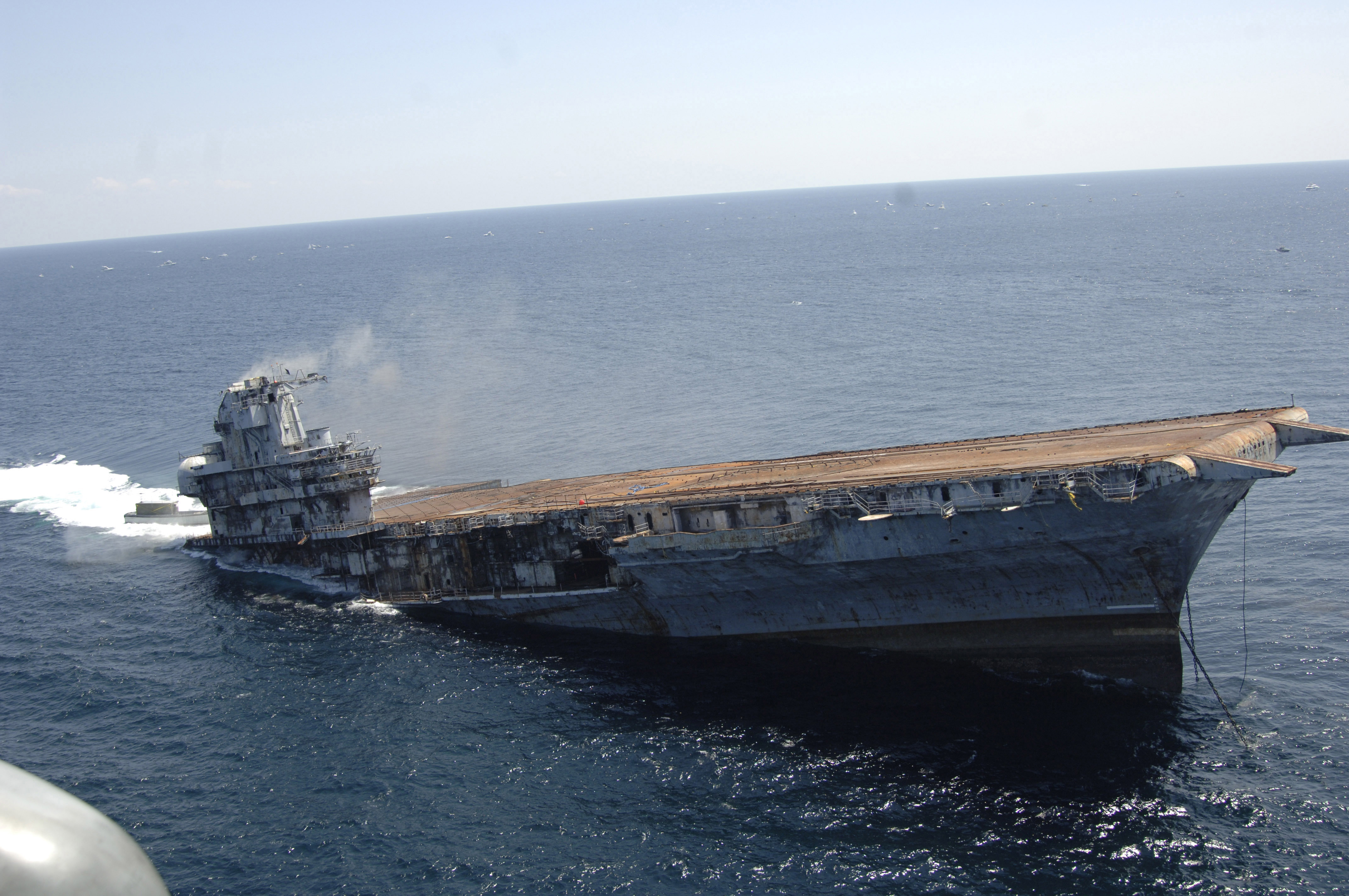
Oriskany krátce před potopením (2006)

Většina lodí třídy Essex byla ze služby vyřazena na konci 60. a v první polovině 70. let. Jako poslední zůstal aktivní Lexington, který již od 60. let byl využíván jako cvičné plavidlo a který tuto funkci vykonával až do roku 1991. Jako muzea byly zachovány čtyři lodě, ostatní byly sešrotovány, Oriskany byla v roce 2006 potopena poblíž floridské Pensacoly, aby zde vytvořila největší umělý útes na světě.

## Seznam jednotek
- USS Essex (CV-9) (ve službě 1942–1969)
- USS Yorktown (CV-10) (ve službě 1943–1970, zachována jako muzeum v Mount Pleasant)
- USS Intrepid (CV-11) (ve službě 1943–1974, zachována jako muzeum v New Yorku)
- USS Hornet (CV-12) (ve službě 1943–1970, zachována jako muzeum v Alamedě)
- USS Franklin (CV-13) (ve službě 1944–1947)
- USS Ticonderoga (CV-14) (ve službě 1944–1973)
- USS Randolph (CV-15) (ve službě 1944–1969)
- USS Lexington (CV-16) (ve službě 1943–1991, zachována jako muzeum v Corpus Christi)
- USS Bunker Hill (CV-17) (ve službě 1943–1947)
- USS Wasp (CV-18) (ve službě 1943–1972)
- USS Hancock (CV-19) (ve službě 1944–1976)
- USS Bennington (CV-20) (ve službě 1944–1970)
- USS Boxer (CV-21) (ve službě 1945–1969)
- USS Bon Homme Richard (CV-31) (ve službě 1944–1971)
- USS Leyte (CV-32) (ve službě 1946–1959)
- USS Kearsarge (CV-33) (ve službě 1946–1970)
- USS Oriskany (CV-34) (ve službě 1950–1976)
- USS Antietam (CV-36) (ve službě 1945–1963)
- USS Princeton (CV-37) (ve službě 1945–1970)
- USS Shangri-La (CV-38) (ve službě 1944–1971)
- USS Lake Champlain (CV-39) (ve službě 1945–1966)
- USS Tarawa (CV-40) (ve službě 1945–1960)
- USS Valley Forge (CV-45) (ve službě 1946–1970)
- USS Philippine Sea (CV-47) (ve službě 1946–1958)

Nedokončené zůstaly lodě USS Reprisal (CV-35) (stavěna 1944–1945), USS Iwo Jima (CV-46) (stavěna 1945). Trup Reprisalu byl využit k testům a následně byl sešrotován, nedokončený trup Iwo Jimy byl poslán do šrotu přímo. Zbylých šest plánovaných jednotek CV-50 – CV-55 bylo zrušeno ještě před zahájením stavby.